# OpenSymphony
Az OpenSymphony egy nyílt forráskódú szoftver projekt volt, kifejezetten azzal a céllal jött létre, hogy vállalati szintű Java EE komponenseket hozzon létre. Az OpenSymphony  2009-2010 környékén befejezte működését, ám néhány alprojektjét még karban tartják máshol. Patrick Lightbody volt a fő  programozók egyike a cégnél.

## OpenSymphony alprojektek
- WebWork - Web alkalmazás fejlesztési keretrendszer.
- SiteMesh - Web prezentációs réteg.
- OSCache - gyortár komponens web alkalmazások gyorsításához.
- Quartz - Ütemező
- OSWorkflow - folyamat kezelő
- OSUser - szolgáltató-független felhasználói biztonság keretrendszer

## Külső hivatkozások
- Opensymphony hivatalos weblapja
- Patrick Lightbody hivatalos weblapja